# Matineja
Matineja (fr. matinée u značenju jutro, prijepodne), priredba koja se odvija u prijepodnevnim satima. Kasnije je označavalo koncertnu, filmsku ili neku drugu izvedbu koja se odvijala u posljepodnevnim satima, obavezno prije večeri kada su započinjale zabavne aktivnosti za odrasle.
Matineje su namjenjene djeci i adolescentima, odnosno maloljetnicima, kojima nije dopušteno boraviti vani i koristiti usluge određenih ugostiteljskih i zabavnih objekata do kasnih noćih sati. Kako bi se dopunio rad kina, noćnih klubova i ostalih mjesta razonode, vlasnici su uveli vrijeme matineje, kasnopopodnevnih projekcija filmova, izvođenja koncerata ili organizacije plesnjaka za maloljetne osobe.
Prvu suvremenu matineju organizirao je 25. prosinca 1843. godine, britanski kazališni producent William Mitchell u New Yorku kada je ponudio gledateljima predstavu u tijekom božićnog dana, poslijepodne, umjesto navečer. Pojam matineja je bio prihvaćen 1851. godine.

## Vanjske poveznice
- Matineja – Hrvatska enciklopedija
- Matineja – Hrvatski obiteljski leksikon
- Na današnji dan u povijesti kazališta: Izum matineje – 25. prosinca 1843. – padavisblog.wordpress.com (engl.)